# Helena Iracy Junqueira
Helena Iracy Junqueira (1913 - 1997) foi uma assistente social, professora, pesquisadora e  política brasileira. 

## Biografia

### Anos iniciais
Nascida e criada no interior de Minas Gerais, Helena Iracy Junqueira era filha de Antônio Ribeiro Junqueira Sobrinho e de Maria Tereza Jardim Junqueira, tendo ainda mais quatro irmãos. Muda-se para o estado de São Paulo após seu pai assumir o cargo de juiz de direito em comarcas da Justiça Estadual de São Paulo.
Em 1931, quando contava 18 anos, ela se diploma professora normalista na cidade de São Paulo, formação que a habilitava para o magistério naquela época, porém, ela acabou não exercendo esse ofício, dedicando-se aos esportes, aos estudos de línguas estrangeiras e a atividades da Juventude Feminina Católica.

### Vida acadêmica e profissional
A mudança de rumos biográficos ocorreria alguns anos depois, quando Helena Iracy se tornou egressa da primeira turma da Escola de Serviço Social de São Paulo (atual PUC-SP) que, por sua vez, foi a primeira instituição de ensino superior a oferecer um curso de serviço social no Brasil em 1936.
Além da sua graduação em Serviço Social no ano de 1938, ela também obteve o bacharelado em Filosofia pela Faculdade de São Bento (FSB-SP), em São Paulo, no ano seguinte (1939) e, posteriormente, também se graduou em Pedagogia.
Entre 1938 e 1940, ela trabalhou como assistente social da do Departamento de Serviço Social da Secretaria de Justiça do Estado de São Paulo.
Helena Iracy foi eleita em 1940 para o cargo de presidente do Centro de Estudos e Ação Social (CEAS), entidade com vínculos com grupos católicos que reunia nomes como André Franco Montoro. No mesmo ano, ela também assumiu a diretoria da Escola de Serviço Social de São Paulo e permaneceu nesse cargo de direção até 1953. 
Durante o período em que foi diretora da instituição, em meados da década de 1940, ela teve a oportunidade de fazer um intercâmbio nos Estados Unidos da América, quando se matriculou e concluiu em 1945 estudos de pós-graduação em serviço social na Escola de Ciências Sociais Aplicadas da Universidade de Pittsburgh, no estado norte-americano da Pensilvânia.
Após sair da diretoria, continuou como docente no curso de graduação em serviço social dessa faculdade até 1968, tendo lecionado as disciplinas Serviço Social de Comunidade, Organização Social de Comunidade e Ética Profissional. Em 1974, passou a ministrar aulas na pós-graduação em Serviço Social da PUC-SP, lecionando a disciplina Planejamento em Serviço Social., além de ter orientado dissertações e teses de doutorado de várias pessoas que se tornariam referência no campo do Serviço social, como Myrian Veras Baptista.
Ela é reconhecida como uma das pioneiras do Serviço social, tendo ocupado alguns cargos públicos, como o de vereadora na Câmara Municipal de São Paulo e como gestora pública nas áreas de educação e de bem-estar social em diferentes gestões da Prefeitura de São Paulo.

### Carreira política
Em 1949, Helena Iracy junto com o Procurador Geral do Estado de São Paulo, João Batista de Arruda Sampaio, e o deputado estadual Monsenhor J. B. de Carvalho, formaram a comissão responsável pela elaboração do projeto de lei que resultou na Lei de Colocação Familiar (Lei estadual nº 560, de 27 de dezembro de 1949). Esta lei instituiu o "Serviço de Colocação Familiar" no estado de São Paulo, como uma alternativa à internação, ao pretender adaptar as crianças e adolescentes com até 14 anos de idade naquilo que essa lei chamava de “casas de família”. Apesar da pouca efetividade da lei, esse trabalho legislativo deu visibilidade para Helena Iracy.
Em 1953, ela foi nomeada Secretária Municipal de Educação e Cultura da Prefeitura de São Paulo por Jânio Quadros, prefeito que havia sido eleito pelo Partido Democrata Cristão (PDC). Ela teria permanecido durante tudo o período em que o PDC governou o município.
Helena Iracy foi eleita vereadora da Câmara Municipal de São Paulo em 1955 pelo PDC, tendo obtido 3.652 votos. Ela tomou posse e exerceu o mandato de 1956 a 1959, período que corresponde à terceira legislatura da Câmara.
Nos anos 1950, ela exerceu o cargo de vice-presidente da União Católica Internacional de Serviço Social (UCISS), organismo internacional fundado em 1925 e que atuava como entidade observadora na ONU.

### Ideologia política e pensamento
Como consequência de seu alinhamento político com a democracia cristã, o pensamento de Helena Iracy Junqueira sobre a política social está associado diretamente ao neotomismo e à doutrina social da Igreja.
Ela também sofreu influência da escola norte-americana de serviço social, o qual era marcada pela adoção do funcionalismo sociológico.
Em um debate que Helena Iracy travou com o assistente social marxista José Paulo Netto no início dos anos 1980 sobre o movimento de reconceituação do Serviço Social na América Latina, confronto de ideias que se deu no periódico acadêmico Serviço Social e Sociedade, o seu pensamento foi associado ao conservadorismo.

## Principais obras

### Livros
- 1968 - Desenvolvimento de Comunidade. Porto Alegre: PUC-RS.

### Artigos
- 1940 - "Ação Social e Serviço Social". Revista Serviço Social. São Paulo, ano 2, nº 20.
- 1980 - "Quase duas décadas de reconceituação do Serviço Social: uma abordagem crítica". Revista Serviço Social e Sociedade, São Paulo, ano 2, n. 4.
- 1981 - "A política de bem-estar social do Brasil no contexto do desenvolvimento, na década de 70". Revista Serviço Social e Sociedade, São Paulo, ano 3, n. 7.
- 1985 - "Postura Ética do Assistente social face ao novo contexto político-social". Revista Debates Sociais, ano 21, n. 41.